# 夢魅つつ
夢魅つつは、携帯電話専用のオンラインゲーム。

## 概要
株式会社セガが運営・提供する携帯サイト、★ぷよぷよ！セガアプリのコンテンツの一つ。

## あらすじ
逢川町にあるホテルRelief（レリーフ）。そこに訪れた真壁明奈は何者かに追いかけられて、殺される夢を見る。その夢に疑問を持った明奈は従業員や他の宿泊客との交流を通してホテルに巣食う謎の存在を知る。彼らが自分に夢を見させ、その夢からの脱出を願っているのだと。

## 登場人物
真壁明奈（まかべあきな）
年齢20歳。職業、大学生。誕生日5月6日。身長162cm。血液型A型。
ある日差出人不明のチケットにより、ホテルReliefを訪れ、連夜発生する謎の夢の興味を抱きホテルを調査する。性格は行動的で悩むより動けがモットー。世話好きで陽悠の保護者気取りだが、実際は彼女の方が振り回されている。しかし本人はその事を自覚していない。
相羽陽悠（あいばひゆう）
年齢19歳。職業、大学生。誕生日5月7日。身長173cm。血液型O型。
明奈の後輩で幼馴染。明奈の調査に彼女の行動が気がかりで仕方なく、お目付役として同行している。性格は明るく活発的。
片部誠（かたべまこと）
年齢28歳。職業、ライター。誕生日11月5日。身長175cm。血液型A型。
宿泊客の一人。取材の名目でホテルを訪れているが、裏できな臭い話も嗅ぎまわっている様子。
久那静留（くなしずる）
年齢24歳。職業、ホテル支配人。誕生日4月9日。身長165cm。血液型A型。
ホテルの支配人兼オーナー。起業した父の跡を若くして継ぎ、役職に従事している。若い為学生に間違えられることもたびたびだが、本人は気にしていない。
保神美亜（ほがみみあ）
年齢9歳。職業、小学生。誕生日10月16日。身長132cm。血液型A型。
宿泊客の一人。両親の仕事の都合でホテルに宿泊している。日中は親がいない事をいい事にやりたい放題している。両親が多忙の所為か明奈達によく懐いている。
海原ちよ香（かいばらちよか）
年齢17歳。職業、高校生。誕生日5月6日。身長150cm。血液型A型。
宿泊客の一人。内気で怖いものが苦手なのに、興味深さの為に動いてしまう危ないところがある。祖父から聞いた幼い頃の体験に興味を持ち、ホテルを訪れた。
安藤定弘（あんどうさだひろ）
年齢54歳。職業、ホテル従業員。誕生日12月1日。身長173cm。血液型A型。
ホテルの従業員。シワの多い顔だが、鷹揚な話し方が大人の雰囲気を醸し出している。女性に優しく常に紳士的で、以前は会社勤めらしく容貌にそれをうかがわせる痕跡がある。
園田光恵（そのだみつえ）
年齢62歳。職業不明。誕生日11月10日。身長156cm。血液型A型。
宿泊客の一人。口調は穏やかだが、意味深な発言をするので周囲の客から気味悪がられている。しかし常連客なのか支配人からは恭しい対応を受けている。明奈の相談役として度々話を聞いてくれて、霊感が強いのか的確な助言を与えてくれる。

## 用語
謎の夢
ホテルRelief